# Robert Edwards (Musiker)
Robert Edwards (* um 1980 in West Palm Beach) ist ein US-amerikanischer Jazzmusiker (Posaune, Bassposaune).

## Leben und Wirken
Robert Edwards studierte zunächst an der University of North Florida (mit dessen Jazz Ensemble 2004 erste Aufnahmen entstanden) und besuchte anschließend die Juilliard School in New York. Ab den frühen 2000er-Jahren arbeitete er in der Jazzszene der Stadt mit Michael Dease, Nancy Harrow, Claudio Roditi, Christian McBride sowie in verschiedenen Bigbands, so in The Jazz Conceptions Orchestra, Jason Hainsworth Jazz Orchestra, in der Roy Hargrove Big Band, Dizzy Gillespie All-Star Big Band (Ghost Band unter Leitung von John Lee), der Roy Assaf Big Band und der Jimmy Heath Big Band. Unter eigenem Namen nahm er 2008 u. a. mit Alex Nguyen, Michael Dease, Zaccai Curtis, Linda Oh und Mark Whitfield, Jr. das Album Let's Cool One (DW Jazz) auf.
Im Bereich des Jazz war er zwischen 2004 und 2017 an 16 Aufnahmesessions beteiligt. Gegenwärtig (2019) leitet er das Robert Edwards Quintet, dem Joe Magnarelli, Neal Miner, Vanessa Perea (Gesang) und Aaron Kimmel (Schlagzeug) angehören.